# Iván Martínez
Iván Martínez Muñumer (Valladolid, 02 de março de 1990) é um basquetebolista profissional espanhol que atualmente joga pelo Baskonia na Liga ACB e Euroliga. O atleta possui 1,92 m de altura e joga na posição armador.